# 子服惠伯
子服惠伯（？—？），即子服椒、子服湫、孟椒，中国春秋时期鲁国的大夫。
前550年，臧武仲逃到齐国，子服惠伯建议把砍门栓出城，写进盟书。臧武仲在齐国赞叹孟椒是人才。前548年，晋平公会诸侯，鲁昭公派子服惠伯答礼。前545年，惠伯对叔孙豹说，上天让坏人富起来，庆封从齐国到鲁国、鲁国到吴国，都得到赏赐。前542年，他见到滕成公，认为他要死了。前539年，叔弓到滕国会葬滕成公，回国他叔父懿伯去世，他劝叔弓向国君复命，不能以私废公。前535年，子服惠伯支持鲁昭公到楚国会见楚灵王。前530年，子服惠伯和南蒯论忠信。前529年，邾国、莒国控诉鲁国侵略，晋国把季孙意如扣留。子服惠伯游说中行穆子，说晋国不能因为蛮夷加罪于兄弟。中行穆子于是劝韩起。最后，晋国释放季孙意如。
| 前任： 仲孙它 | 魯國子服氏宗主 | 繼任： 子服昭伯 |